# Eric Bledsoe
Eric Bledsoe (Birmingham, 9 dicembre 1989) è un cestista statunitense, professionista nella CBA.

## Carriera

### NBA (2010-2022)

#### Los Angeles Clippers (2010-2013)
Viene selezionato al Draft NBA 2010 con la 18ª scelta assoluta dagli Oklahoma City Thunder, ma fu scambiato ai Los Angeles Clippers. Nella sua stagione da matricola ebbe una media di 6,7 punti e 3,6 assist, disputando 25 partite da titolare (su 81 totali) e venendo inserito nell'NBA All-Rookie Team. Nella sua seconda stagione, ebbe meno spazio in quanto i Clippers acquistarono via trade Chris Paul. Nella sua terza stagione le sue statistiche aumentarono ulteriormente. Partecipò inoltre allo Slam Dunk Contest nel 2013 nella squadra della Western Conference con Jeremy Evans degli Utah Jazz e Kenneth Faried dei Denver Nuggets. Tuttavia la sua squadra perse in quanto prevalse la squadra della Eastern Conference guidata da Terrence Ross.

#### Phoenix Suns (2013-2017)
Il 10 luglio 2013 venne ceduto insieme a Caron Butler ai Phoenix Suns in una trade a tre squadre che coinvolse anche i Milwaukee Bucks. Al suo debutto con la franchigia dell'Arizona realizzò 22 punti, 6 rimbalzi e 7 assist nella vittoria interna per 104-91 contro i Portland Trail Blazers. Nella sua seconda partita il 2 Novembre 2013 realizzò il primo buzzer-beater della sua carriera contro gli Utah Jazz, fissando il risultato finale sul punteggio di 87-84; questo impreziosì un'ottima prestazione individuale di Bledsoe in quanto segnò 18 punti, di cui 17 nel secondo quarto. Il 19 novembre 2013, durante il riscaldamento prima della partita contro i Sacramento Kings, si scontrò con il compagno di squadra P.J. Tucker, procurandosi un infortunio allo stinco. Il 13 dicembre 2013 realizzò un career-high di 28 punti nella vittoria per 116-107 contro i Sacramento Kings. Il 23 dicembre 2013 realizza la sua prima doppia doppia, mettendo a referto 16 punti e 11 rimbalzi (oltre a 7 assist) nella vittoria per 117-90 contro i Los Angeles Lakers. Nell'ultima partita del 2013, contro i Clippers, Bledsoe subì una lesione al menisco, che lo costrinse a stare fuori per circa due mesi e mezzo.
Il 12 marzo 2014 tornò in campo contro i Cleveland Cavaliers. Due giorni dopo fece il proprio ritorno da titolare in quintetto, realizzando 17 punti anche 10 rimbalzi (andando così in doppia-doppia) nella gara vinta per 87-80 in trasferta al TD Garden di Boston contro i locali Boston Celtics. Il 4 aprile 2014 realizzò un nuovo career-high di 30 punti nella vittoria per 109-93 contro i Portland Trail Blazers. Il 22 gennaio 2017 realizzò il suo ennesimo career-high points con una prestazione individuale superlativa da 40 punti in trasferta in Canada a Toronto contro i locali Toronto Raptors; i Suns vinsero la partita a sorpresa col punteggio di 115-103, e Bledsoe andò così in doppia doppia in quanto mise a referto anche 13 assist, contribuendo così in modo significativo alla vittoria della sua squadra.

#### Milwaukee Bucks (2017-2020)

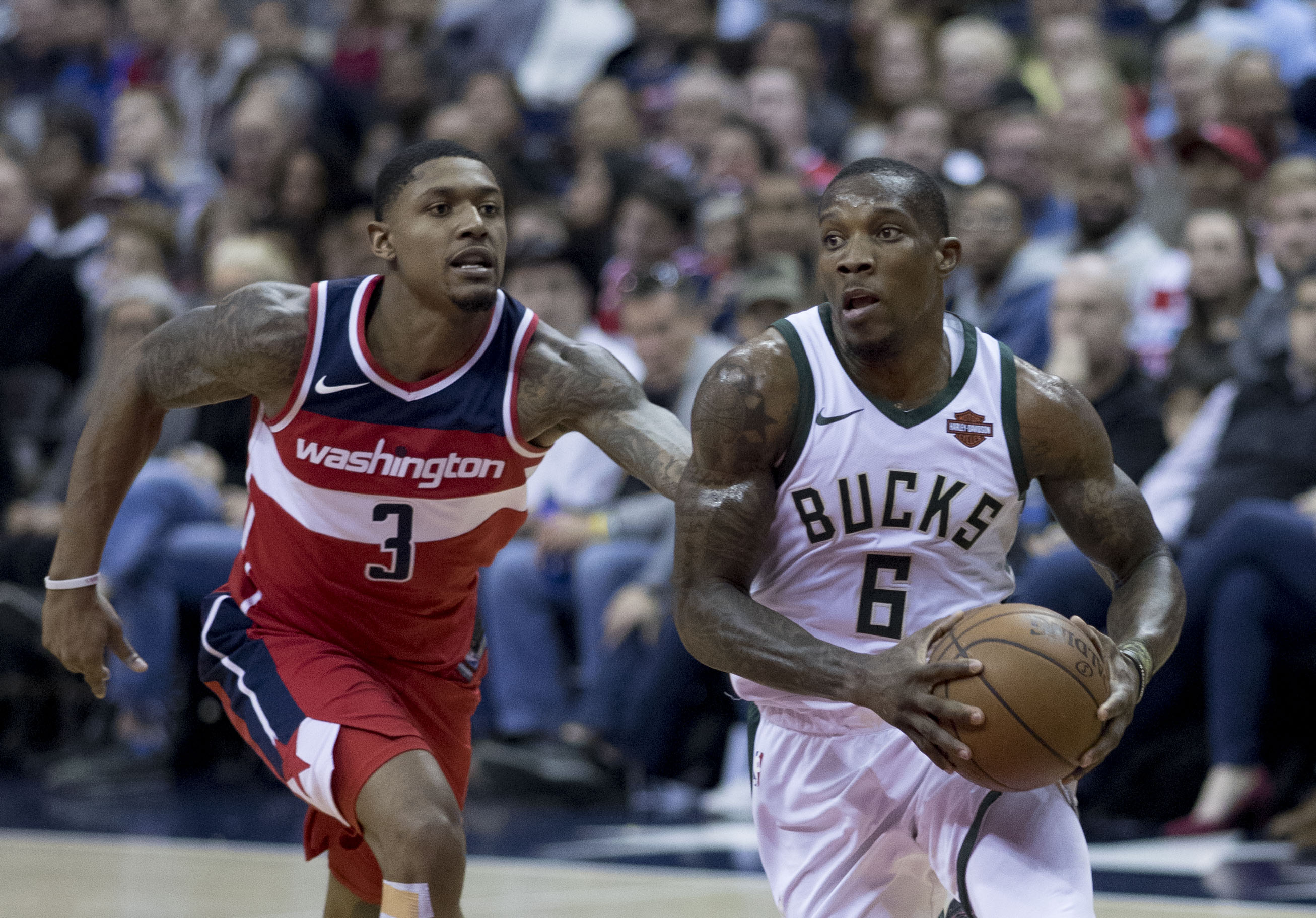
Bledsoe (destra) a Milwaukee contro Bradley Beal

L'8 novembre 2017 Bledsoe venne ceduto dai Phoenix Suns ai Milwaukee Bucks in cambio di Greg Monroe e una seconda scelta. I Bucks da un po' di tempo erano alla ricerca di un playmaker e Bledsoe fu sin da subito il playmaker titolare della squadra. Il 23 novembre 2017, nella sua prima sfida contro i Suns segnò 30 punti, decisivi per la vittoria dei cervi per 113-107 all'overtime. Il 6 marzo 2018 segnò 26 punti nella gara persa per 92-89 contro gli Indiana Pacers. A Milwaukee disputò delle buone prestazioni, patendo però lo scontro con Terry Rozier dopo la serie di playoff Celtics-Bucks del primo turno 2018, ove Rozier ha avuto la meglio. Nella stagione successiva mostrò ulteriori buone prestazioni, e il 2 marzo 2019 firmò un'estensione quadriennale per un valore totale di 70 milioni di dollari.

#### New Orleans Pelicans (2020-2021)
Il 17 novembre venne ceduto dai Milwaukee Bucks ai New Orleans Pelicans insieme a George Hill e tre scelte al Draft in cambio di Jrue Holiday.

#### Ritorno a Los Angeles e Portland Trail Blazers (2021-2022)
Il 7 agosto 2021, Bledsoe fu ceduto ai Memphis Grizzlies. Il 16 agosto, Bledsoe fu poi ceduto ai Los Angeles Clippers.
Il 21 ottobre 2021, Bledsoe si è vestito come Clipper per la prima volta dal 2013, registrando 22 punti, insieme a 3 palle recuperate, nella sconfitta per 115-113 contro i Golden State Warriors.
Il 4 febbraio 2022, Bledsoe viene ceduto ai Portland Trail Blazers insieme a Justise Winslow, Keon Johnson e una scelta al secondo giro nel 2025, via Detroit, in cambio di Norman Powell e Robert Covington.
Il 7 Luglio 2022 viene tagliato dai Portland Trail Blazers senza aver giocato una partita con la casacca della squadra dell'Oregon.

### Shanghai Sharks
Il 19 novembre 2022, Bledsoe ha firmato con gli Shanghai Sharks della Chinese Basketball Association.

## Statistiche

### College
| Anno      | Squadra           | PG | PT | MP   | TC%  | 3P%  | TL%  | RP  | AP  | PRP | SP  | PP   |
| --------- | ----------------- | -- | -- | ---- | ---- | ---- | ---- | --- | --- | --- | --- | ---- |
| 2009-2010 | Kentucky Wildcats | 37 | 35 | 30,3 | 46,2 | 38,3 | 66,7 | 3,1 | 2,9 | 1,4 | 0,3 | 11,3 |
| Carriera  | Carriera          | 37 | 35 | 30,3 | 46,2 | 38,3 | 66,7 | 3,1 | 2,9 | 1,4 | 0,3 | 11,3 |

### NBA

#### Regular season
| Anno      | Squadra         | PG  | PT  | MP   | TC%  | 3P%  | TL%  | RP  | AP  | PRP | SP  | PP   |
| --------- | --------------- | --- | --- | ---- | ---- | ---- | ---- | --- | --- | --- | --- | ---- |
| 2010-2011 | L.A. Clippers   | 81  | 25  | 22,7 | 42,4 | 27,6 | 74,4 | 2,8 | 3,6 | 1,1 | 0,3 | 6,7  |
| 2011-2012 | L.A. Clippers   | 40  | 1   | 11,6 | 38,9 | 20,0 | 63,6 | 1,6 | 1,7 | 0,8 | 0,4 | 3,3  |
| 2012-2013 | L.A. Clippers   | 76  | 12  | 20,4 | 44,5 | 39,7 | 79,1 | 3,0 | 3,1 | 1,4 | 0,7 | 8,5  |
| 2013-2014 | Phoenix Suns    | 43  | 40  | 32,9 | 47,7 | 35,7 | 77,2 | 4,7 | 5,5 | 1,6 | 0,3 | 17,7 |
| 2014-2015 | Phoenix Suns    | 81  | 81  | 34,6 | 44,7 | 32,4 | 80,0 | 5,2 | 6,1 | 1,6 | 0,6 | 17,0 |
| 2015-2016 | Phoenix Suns    | 31  | 31  | 34,2 | 45,3 | 37,2 | 80,2 | 4,0 | 6,1 | 2,0 | 0,6 | 20,4 |
| 2016-2017 | Phoenix Suns    | 66  | 66  | 33,0 | 43,4 | 33,5 | 84,7 | 4,8 | 6,3 | 1,4 | 0,5 | 21,1 |
| 2017-2018 | Phoenix Suns    | 3   | 3   | 27,7 | 40,0 | 30,8 | 78,6 | 2,3 | 3,0 | 1,3 | 0,7 | 15,7 |
| 2017-2018 | Milwaukee Bucks | 71  | 71  | 31,4 | 47,6 | 34,9 | 79,5 | 3,9 | 5,0 | 2,0 | 0,6 | 17,8 |
| 2018-2019 | Milwaukee Bucks | 78  | 78  | 29,1 | 48,4 | 32,9 | 75,0 | 4,6 | 5,5 | 1,5 | 0,4 | 15,9 |
| 2019-2020 | Milwaukee Bucks | 61  | 61  | 27,0 | 47,5 | 34,4 | 79,0 | 4,6 | 5,4 | 0,9 | 0,4 | 14,9 |
| 2020-2021 | N.O. Pelicans   | 71  | 70  | 29,7 | 42,1 | 34,1 | 68,7 | 3,4 | 3,8 | 0,8 | 0,3 | 12,2 |
| 2021-2022 | L.A. Clippers   | 54  | 29  | 25,2 | 42,1 | 31,3 | 76,1 | 3,4 | 4,2 | 1,3 | 0,4 | 9,9  |
| Carriera  | Carriera        | 756 | 568 | 27,8 | 45,2 | 33,6 | 78,4 | 3,9 | 4,7 | 1,4 | 0,5 | 13,7 |

#### Play-off
| Anno     | Squadra         | PG | PT | MP   | TC%  | 3P%  | TL%  | RP  | AP  | PRP | SP  | PP   |
| -------- | --------------- | -- | -- | ---- | ---- | ---- | ---- | --- | --- | --- | --- | ---- |
| 2012     | L.A. Clippers   | 11 | 0  | 17,2 | 58,7 | 42,9 | 62,5 | 2,4 | 2,1 | 1,2 | 0,4 | 7,9  |
| 2013     | L.A. Clippers   | 6  | 0  | 16,2 | 50,0 | 11,1 | 66,7 | 2,5 | 3,0 | 0,3 | 0,5 | 6,5  |
| 2018     | Milwaukee Bucks | 7  | 7  | 32,1 | 44,0 | 31,8 | 70,0 | 3,4 | 3,7 | 1,0 | 0,9 | 13,6 |
| 2019     | Milwaukee Bucks | 15 | 15 | 28,3 | 41,1 | 23,6 | 70,6 | 3,7 | 4,3 | 1,1 | 0,4 | 13,7 |
| 2020     | Milwaukee Bucks | 9  | 9  | 29,7 | 38,8 | 25,0 | 80,8 | 4,6 | 5,9 | 1,2 | 0,7 | 11,7 |
| Carriera | Carriera        | 48 | 31 | 25,0 | 44,1 | 25,4 | 71,2 | 3,4 | 3,8 | 1,0 | 0,5 | 11,1 |

### Massimi in carriera
- Massimo di punti: 41 (2 volte)[17]
- Massimo di rimbalzi: 13 vs Oklahoma City Thunder (26 febbraio 2015)
- Massimo di assist: 16 vs Los Angeles Clippers (8 dicembre 2014)
- Massimo di stoppate: 4 (2 volte)
- Massimo di palle recuperate: 7 vs Denver Nuggets (2 marzo 2011)

## Palmarès
- NBA All-Rookie Second Team (2011)
- NBA All-Defensive Team: 1

First Team: 2019